# Altostratus
Los altoestratos o altostratus son un tipo de nube de una clase caracterizada por una gran lámina generalmente grisácea uniforme, más claras en color que los nimbostratus y más oscuras que los cirroestratos. El término en latín altostratus puede traducirse como ‘los más altos estratos’.
Los altoestratos son causados por grandes masas de aire, que ascienden y luego condensan, usualmente por un frente entrante, que suele generar más o menos precipitaciones.
Los altoestratos son potencialmente peligrosos en la aeronavegación, debido a que estas forman cristales de hielo sobre las aeronaves.